# Wörgler Schwundgeld

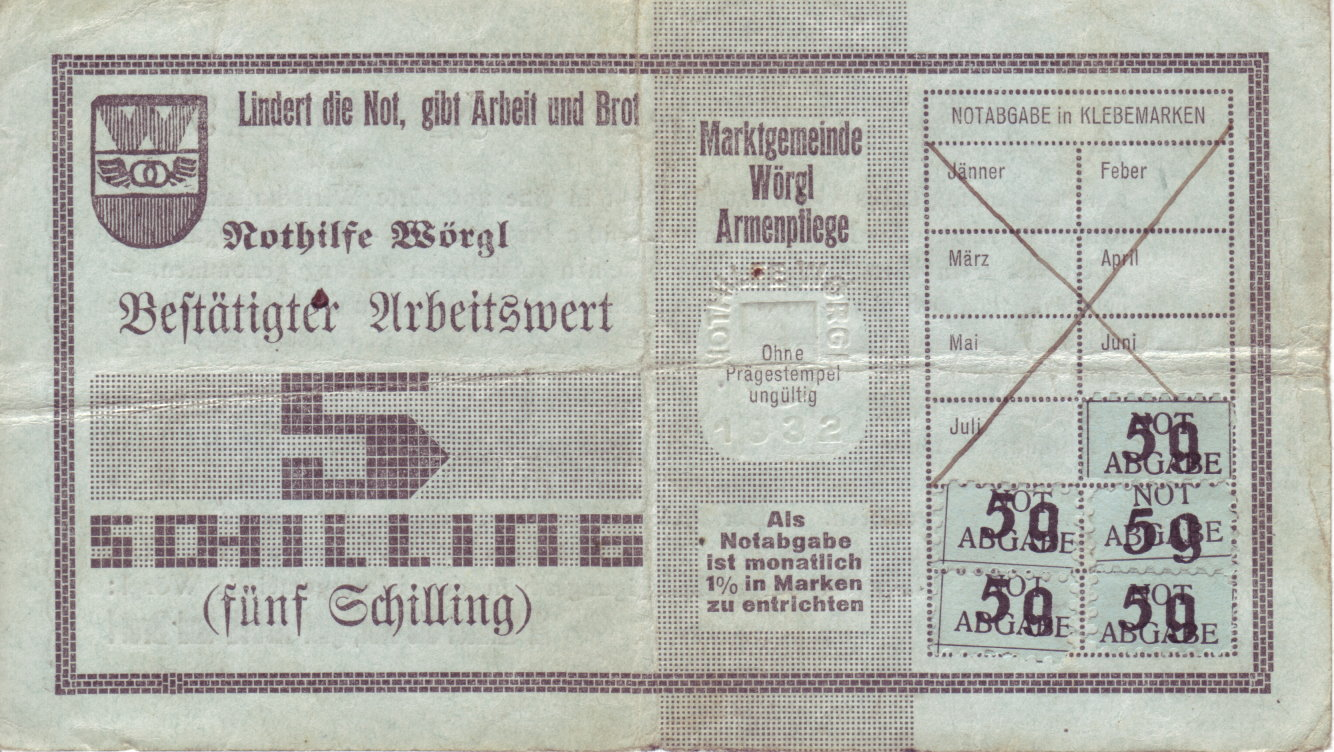
Das Wörgler Schwundgeld

Das Wörgler Schwundgeld, auch Wörgler Freigeld, Wörgler Schilling oder im Volksmund auch das Wunder von Wörgl genannt, war ein Schwundgeldexperiment in der österreichischen Stadt Wörgl, das vom damaligen Bürgermeister Michael Unterguggenberger zur Bewältigung der Auswirkungen der Weltwirtschaftskrise im Juni 1932 ins Leben gerufen wurde. Nach einem Gerichtsprozess und Drohungen des österreichischen Bundesheeres, die Stadt zu überfallen, musste das Experiment im September 1933 eingestellt werden.

## Ausgangslage
Als Folge der Weltwirtschaftskrise von 1929 war die Wirtschaftslage in der Region um Wörgl 1931 von einer Deflation geprägt. In der Stadt war um 1932 die örtliche Zement- und Zellulosefabrikation stark zurückgegangen und die Arbeitslosenquote bedrohlich angestiegen. Die Gemeinde hatte einerseits beträchtliche Steuerausfälle, andererseits hohe Lasten durch Unterstützungsleistungen an Arbeitslose. Eine Schuldenlast in Höhe von 1,3 Millionen Schilling und 1500 Arbeitslose, von denen etwa die Hälfte auf die Armenfürsorge der Gemeinde angewiesen war, machten es unmöglich, auch nur die notwendigsten Investitionen zu tätigen. Die in Umlauf befindliche, an die Goldreserven gebundene Geldmenge verkleinerte sich zusehends. Die Kasse war leer, und ein Ende war nicht abzusehen. So wurde ein Wohlfahrtsausschuss gebildet, der die Ausgabe des Notgeldes organisierte.

## Das Experiment
Der damalige Bürgermeister Michael Unterguggenberger arbeitete ein Nothilfe-Programm aus, umlaufgesichertes Freigeld als Komplementärwährung im Wert von 34.500 Schilling für die Region Wörgl auszugeben. Ideenlieferant war ihm dabei die Freiwirtschaftslehre Silvio Gesells. Am 8. Juli 1932 wurde das Geldexperiment vom Wörgler Gemeinderat einstimmig angenommen.
Ab Ende Juli 1932 gab die Gemeindeverwaltung unter Bürgermeister Unterguggenberger als Lohn für kommunale Arbeiten, die von Arbeitslosen ausgeführt wurden, eigene sogenannte Arbeitswertscheine aus, den Wörgler Schilling. Die Scheine gab es in Nennwerten von 1, 5 und 10 Schilling. Die einheitliche Rückseite prägte vor allem der Spruch „Er lindert die Not, gibt Arbeit und Brot!“. Insgesamt wurden 32.000 Not-Schilling aufgelegt. Die Gemeinde, die das Schwundgeld ausgab, kaufte allerdings nur insgesamt 8.500 Notschilling vom Ausschuss, wovon wiederum nur durchschnittlich rund 6.000 Schilling im Umlauf waren. Es wird angenommen, dass der tatsächliche Geldumlauf innerhalb der 14 Monate über 400 Mal stattfand.
Die Arbeitswertscheine waren umlaufgesichertes Freigeld, denn es war durch Hinterlegung von Bargeld der Gemeinde bei der Wörgler Raiffeisenkasse gedeckt und gleichwertig an den Schilling gekoppelt. Gleichzeitig handelte es sich um Schwundgeld: Monatlich musste eine Marke zu einem Prozent des Nennwertes der Note gekauft und in ein dafür vorgesehenes Feld auf der Vorderseite des Geldscheins geklebt werden, um seine Gültigkeit beizubehalten. Wie erhofft, zirkulierten die Scheine schnell, da mit ihnen auch Gemeindesteuern gezahlt werden konnten. Daher nahmen auch einheimische Geschäftsleute das Freigeld rasch in Zahlung.
Die Zeitschrift Der Österreichische Volkswirt berichtete: 

„Die Marktgemeinde Wörgl hat im Jahre 1932 durch Ausgabe von Schwundgeld ihren zerrütteten Haushalt in Ordnung gebracht, umfangreiche Investitionen durchgeführt und die Wirtschaft ihrer Bürgerschaft belebt. All das zusammen ergibt das Wunder von Wörgl, von dem nicht nur das Inntal widerhallt.“

Arbeitsbestätigungsscheine
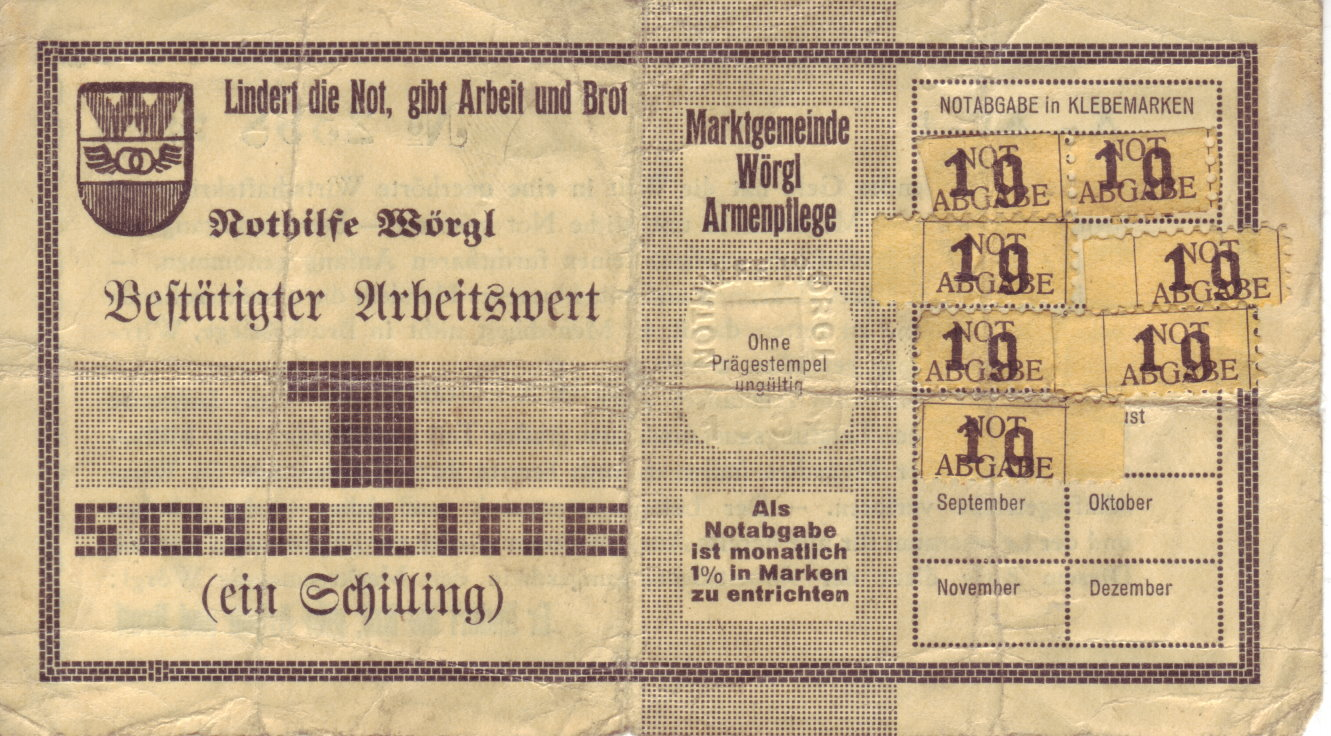
1-Schilling-Schein mit am rechten Rand sichtbaren Klebemarken
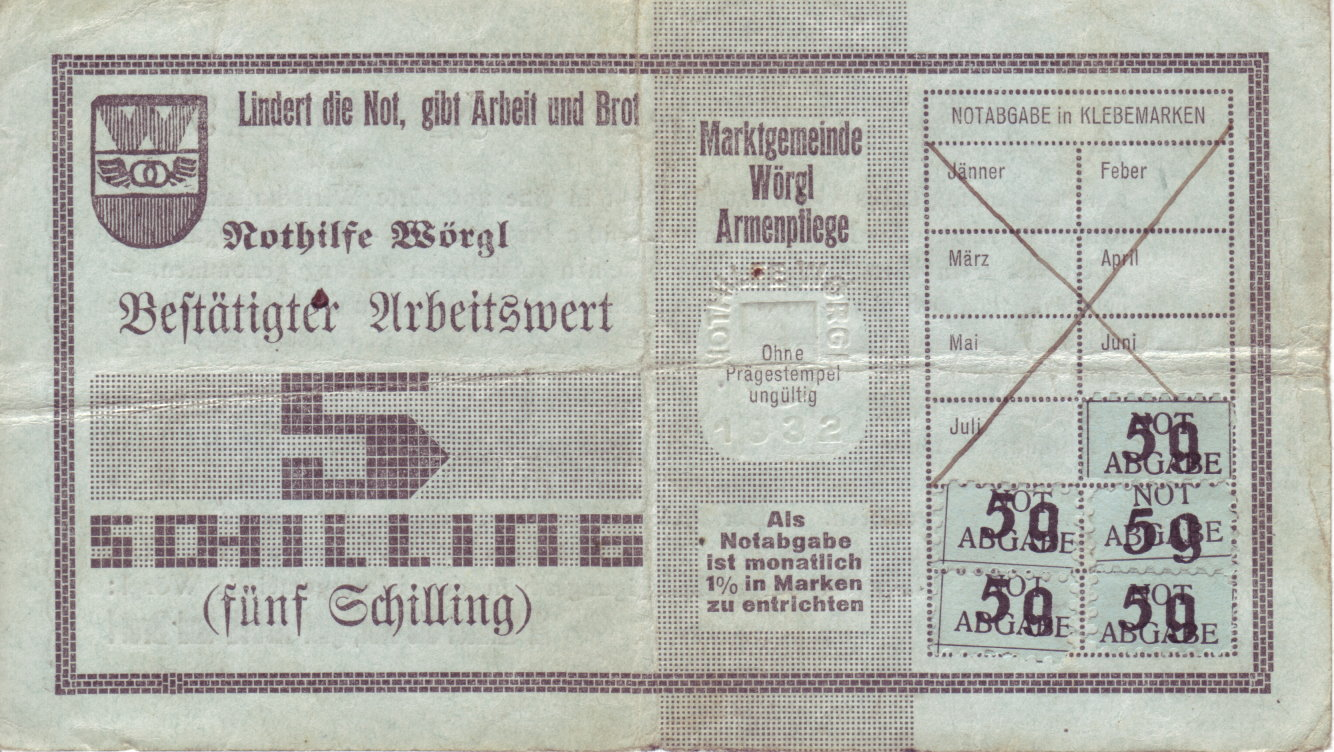
Blauer 5-Schilling-Schein, ebenfalls mit Klebemarken
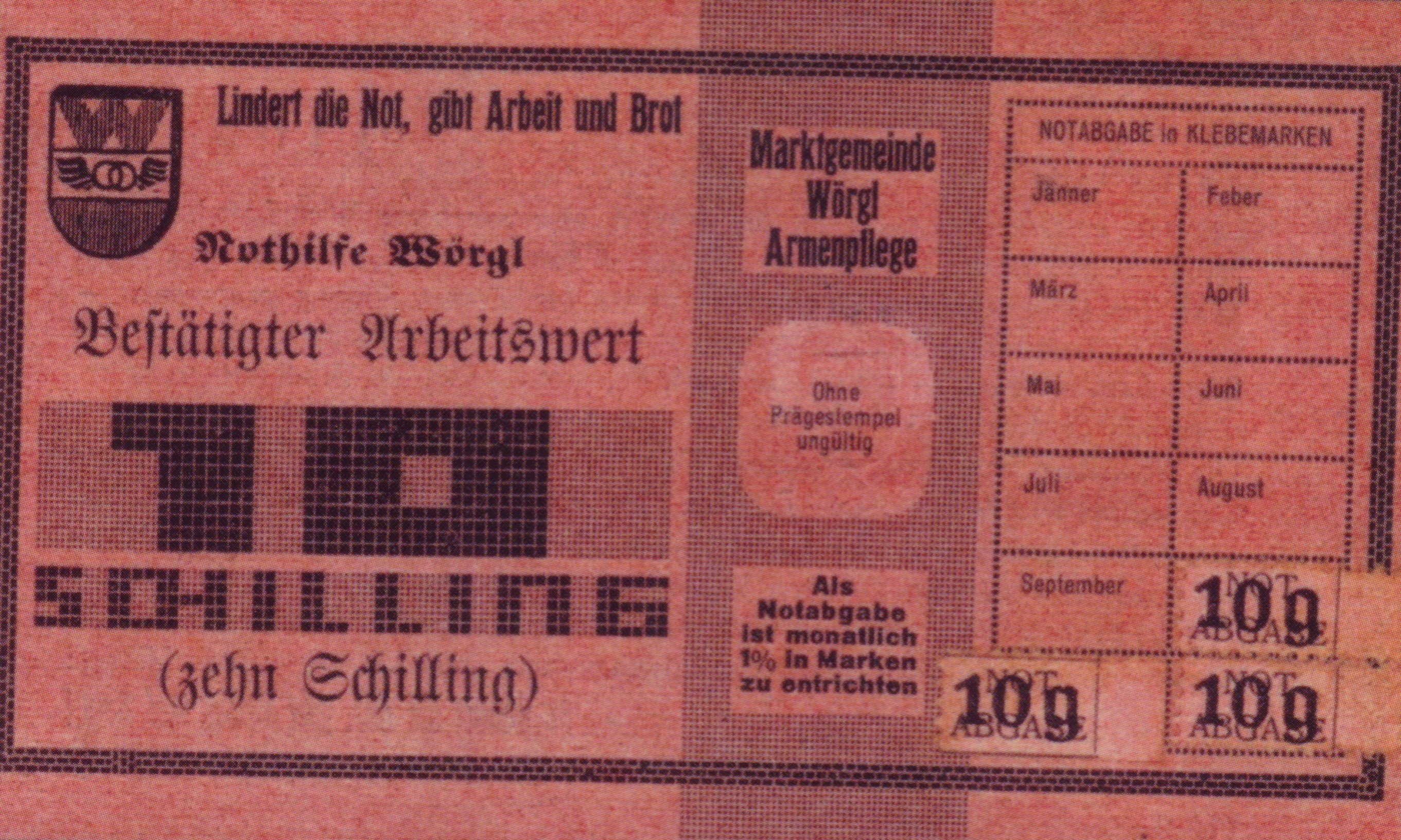
Roter 10-Schilling-Schein
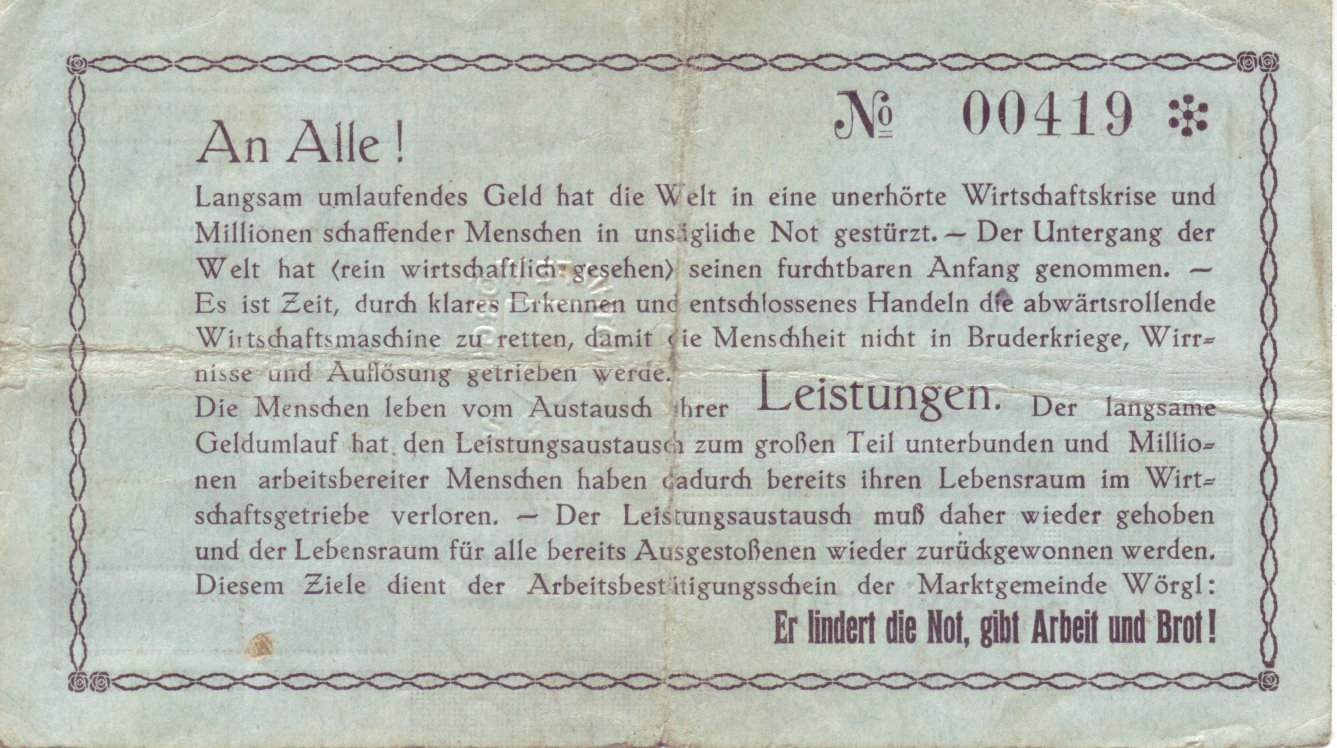
Einheitliche Rückseite mit Aufruf Unterguggenbergers, sich am Experiment zu beteiligen

## Auswirkungen
Das Experiment wurde als erfolgreich bezeichnet. Geldkreislauf und Wirtschaftstätigkeit wurden wiederbelebt, während das übrige Land tief in der Wirtschaftskrise steckte. Die Erfolge des Projektes waren beachtlich:
- Der Einnahmenrückstand wurde um 34 % verringert,
- der Abgabenrückstand konnte um über 60 % abgebaut werden.
- Weiters konnten eine Zunahme des Ertrages an Gemeindesteuern um 34 % und
- eine Zunahme der Investitionsausgaben der Gemeinde von etwa 220 % verzeichnet werden.

Bis in die 1980er zeugte unter anderem die Aufschrift „mit Freigeld erbaut“ auf der Müllnertalbrücke davon. In den 14 Monaten des Experiments sank die Arbeitslosenquote in Wörgl von 21 auf 15 % ab, während sie im übrigen Land weiter anstieg.
Die positiven Auswirkungen führten dazu, dass der Modellversuch in der Presse als das „Wunder von Wörgl“ gepriesen wurde. Das Interesse daran stieg derart, dass über hundert weitere Gemeinden im Umkreis von Wörgl dem Beispiel folgen wollten. Auch im Ausland und in Übersee fand die Aktion starke Beachtung und Nachahmer. Aus Frankreich reiste der Finanzminister und spätere Ministerpräsident Édouard Daladier nach Wörgl, und in den USA schlug der Wirtschaftswissenschaftler Irving Fisher der amerikanischen Regierung – wenn auch vergeblich – vor, ein Wörgl-ähnliches Geld mit dem Namen Stamp Scrip zur Überwindung der Wirtschaftskrise einzuführen.

## Prozess und Beendigung
Im Jänner 1933 verbot die Tiroler Landesregierung über Weisung des Bundeskanzleramtes die weitere Ausgabe des Wörgler Schwundgeldes. Daraufhin beschloss der Gemeinderat einstimmig, Beschwerde beim Verwaltungsgerichtshof einzulegen mit der Begründung, die Ausgabe von Notgeld falle nicht in die Zuständigkeit des Bundeskanzleramtes, sondern des Finanzministeriums. Die Verhandlung vor dem VwGH begann am 18. November 1933 unter Vorsitz von Wenzel Kamitz. Das Interesse der Öffentlichkeit war so groß, dass die Anzahl der ausgegebenen Besucherkarten auf 50 beschränkt wurde. Der VwGH wies die Beschwerde der Gemeinde Wörgl als unbegründet ab, weil die Ausgabe des Schwundgeldes gegen Artikel 122 des Nationalbankgesetzes verstoße. Nur die Oesterreichische Nationalbank dürfe Geldnoten ausgeben oder in Umlauf setzen: „Die Scheine der Gemeinde Wörgl hätten die Funktionen von Münzen oder Banknoten gehabt, und der Verwaltungsgerichtshof ist entgegen den Ausführungen der Beschwerde der Ansicht, daß die Scheine einen festen Wert hatten, wenn dieser auch innerhalb einer Frist durch den sogenannten Schwund schwankte.“ Damit war das Experiment beendet.
Der Februaraufstand 1934, bei dem sich Heimwehr und Schutzbund auch in Wörgl bekämpften, führte zum Verbot der Sozialdemokratischen Partei. In Wörgl wurde „das bisherige Mitglied des Gemeinderates, Landtagsabgeordneter Martin Pichler, als Regierungskommissär bestellt“. Am 19. Februar 1934 übernahm dieser die Amtsgeschäfte von Michael Unterguggenberger. Im Dezember 1936 starb Unterguggenberger an einer Lungenembolie.

## Erinnerungen
Der Verein Unterguggenberger-Institut hält das Erbe des Wörgler Geld-Experimentes wach und bringt historische Erfahrungen mit aktuellen Projekten zusammen. Vor allem Betrachtungen von Kryptowährungen gehören zum Programm des Vereins. Gemeinsam mit dem Heimatmuseum und dem Stadtarchiv organisiert das Institut eine Ausstellung. Der Verein trägt zudem Lösungen rund um das Thema Komplementärwährung zusammen und stellt sie einer breiten Öffentlichkeit zur Verfügung.
In den Jahren 1951 und 1983 erinnerten Freiwirtschaftskongresse in Wörgl an das Währungsexperiment, ebenso eine Tagung 1996.
Die Gemeinde Wörgl setzte Unterguggenberger für seine Verdienste ein Denkmal. 2007 wurde Michael Unterguggenberger postum zum Ehrenbürger der Stadt Wörgl ernannt. Die Asche Unterguggenbergers ist in der nordöstlichen Ecke des Waldfriedhofes in Wörgl begraben (Freigeldwanderweg). Das Jahr 2007 wurde zudem von der Stadt Wörgl offiziell zum „Wörgler Freigeldjahr“ erklärt.
Ende März 2009 schlug Bürgermeister Abler wegen der anhaltenden Wirtschaftskrise die Einführung einer Komplementärwährung nach historischem Vorbild vor.

## Rezeption
Nachrichten über das Wörgler Schwundgeld initiierten auch in den USA ähnliche Feldversuche. Grundlage dafür war das um die Jahreswende 1932/33 erschienene Handbuch Stamp Scrip, das der Ökonom Irving Fisher gemeinsam mit dem deutschen Gesell-Anhänger Hans Cohrssen und einem weiteren Mitarbeiter veröffentlicht hatte.
Der Autor Alfred DeMichele transformierte in seinem Roman Wasserscheiden (2018) die Geschehnisse rund um das Wörgler Währungsexperiment in eine an der Globalisierung gescheiterte Europäische Union des Jahres 2052 und ehrt mit der Figur eines der Protagonisten (Professor Guggenmoser) offensichtlich Michael Unterguggenberger.
Zu Ehren Unterguggenbergers wurde 2007 in Wörgl das Theaterstück Unterguggenberger & das Freigeldexperiment uraufgeführt.
Im Herbst 2017 wurde als Gemeinschaftsproduktion von ORF, BR und Arte unter der Regie von Urs Egger der Spielfilm Das Wunder von Wörgl über Unterguggenbergers Experiment gedreht. Die Hauptrolle spielt Karl Markovics; die Erstausstrahlung erfolgte im Dezember 2018. Eine zugehörige Dokumentation erhielt den Titel Der Geldmacher – Das Experiment des Michael Unterguggenberger.